# Цвях

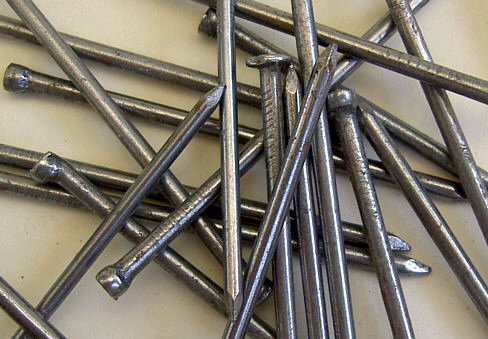
Сучасні цвяхи

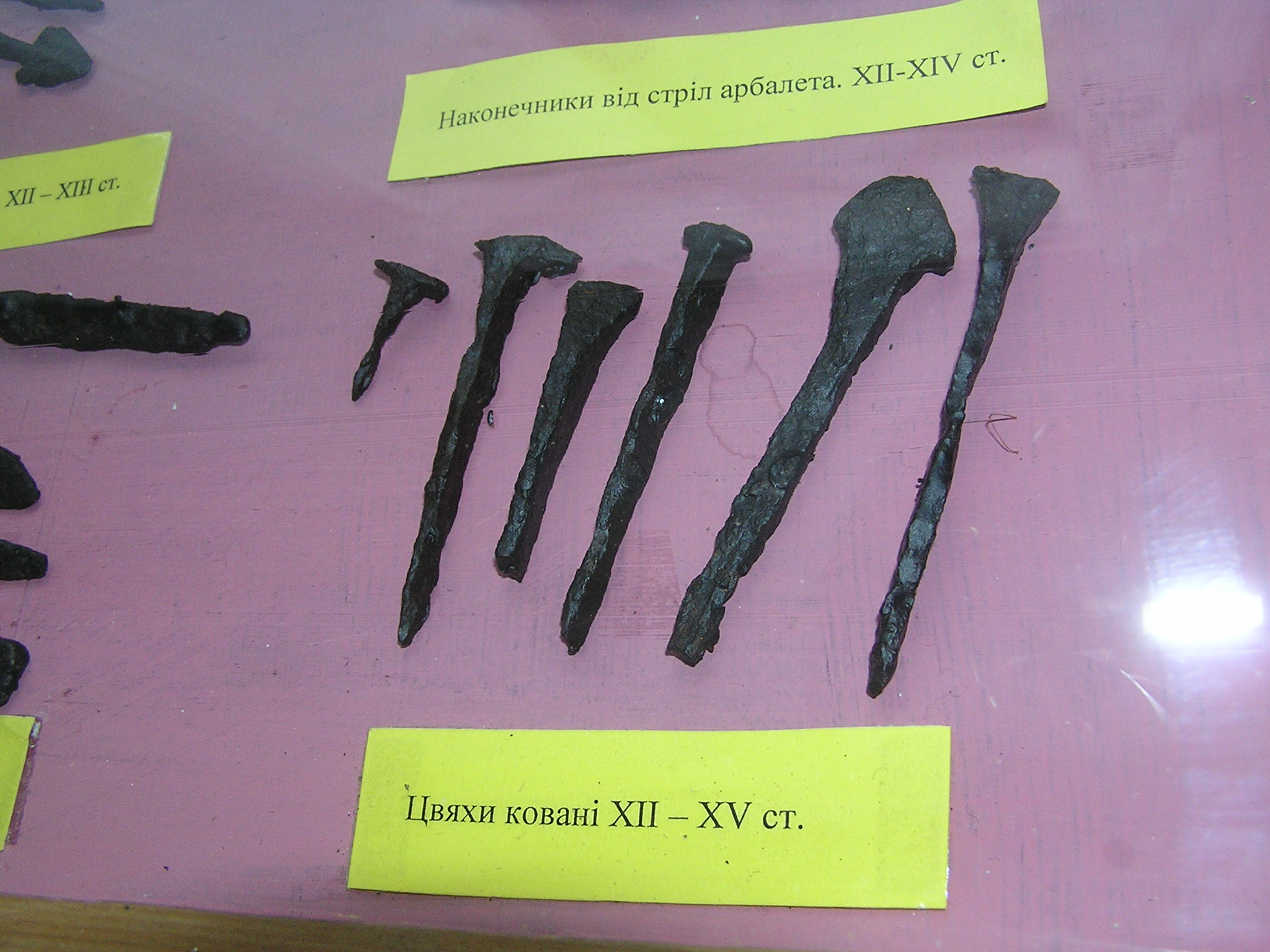
Цвяхи ковані ХІІ—XV століть, експонати музею історії Трускавця

Цвях (від нім. Zweck через пол. ćwiek, ćwięk), рідше гвоздь, гвіздо́к (від прасл. *gvozdь) — виріб, що використовують для прикріплення однієї частини конструкції до іншої. Цвяхи можуть бути виконані з металу, дерева та інших матеріалів.

## Опис конструкції
Конструкція цвяха складається з трьох елементів, що з'єднані між собою. Перший елемент — це жало у формі конуса або правильної піраміди. Другий елемент — стрижень цвяха, третій — головка (шляпка). Існують спеціальні цвяхи для закріплення покрівель, що мають поверх шляпки додатковий захисний елемент, для захисту цвяха від зовнішнього середовища. Існують також меблеві цвяхи, під головку яких надівають прокладку.
Для утоплювання маленьких головок у матеріал можуть використовувати добійник — інструмент, схожий на кернер.

## Спосіб виготовлення
Дерев'яні цвяхи бувають рубані, тесані і різані. Металеві — ковані і рубані. Рубають цвяхи з дроту ручним або заводським способом. Дріт обрубають, утворюючи вістря, а з другого кінця формують головку за допомогою штампа.

## Історія
У давнину люди виготовляли цвяхи з кісток риби, шипів рослин, з деревини твердих порід. В епоху бронзової доби з'явилися перші металеві цвяхи — литі та ковані. Пізніше цвяхи стали виготовляти з мідного та залізного дроту.
У Стародавньому Єгипті, Елладі і Римській імперії цвяхи з заліза, міді і бронзи мали достатньо широке застосування. Їх традиційна форма не змінювалась тисячоліттями.
Під час земляних робіт в Шотландії — на місці, де колись стояла римська фортеця, були знайдені 7 тонн давньоримських цвяхів, датовані кінцем І ст. н. е.[джерело?]
Спочатку, виробництво цвяхів було ручним і дорогим — у ту пору за жменю цвяхів давали цілого барана. Виробництво цвяхів залишалося ручним до початку XIX століття, коли були створені перші машини для виготовлення кованих цвяхів. Приблизно в той же час стали застосовувати верстати для отримання цвяхів з дроту. Ковані цвяхи зараз використовують переважно в історичних реконструкціях і реставраційних роботах.

## Різновиди

### Історичні

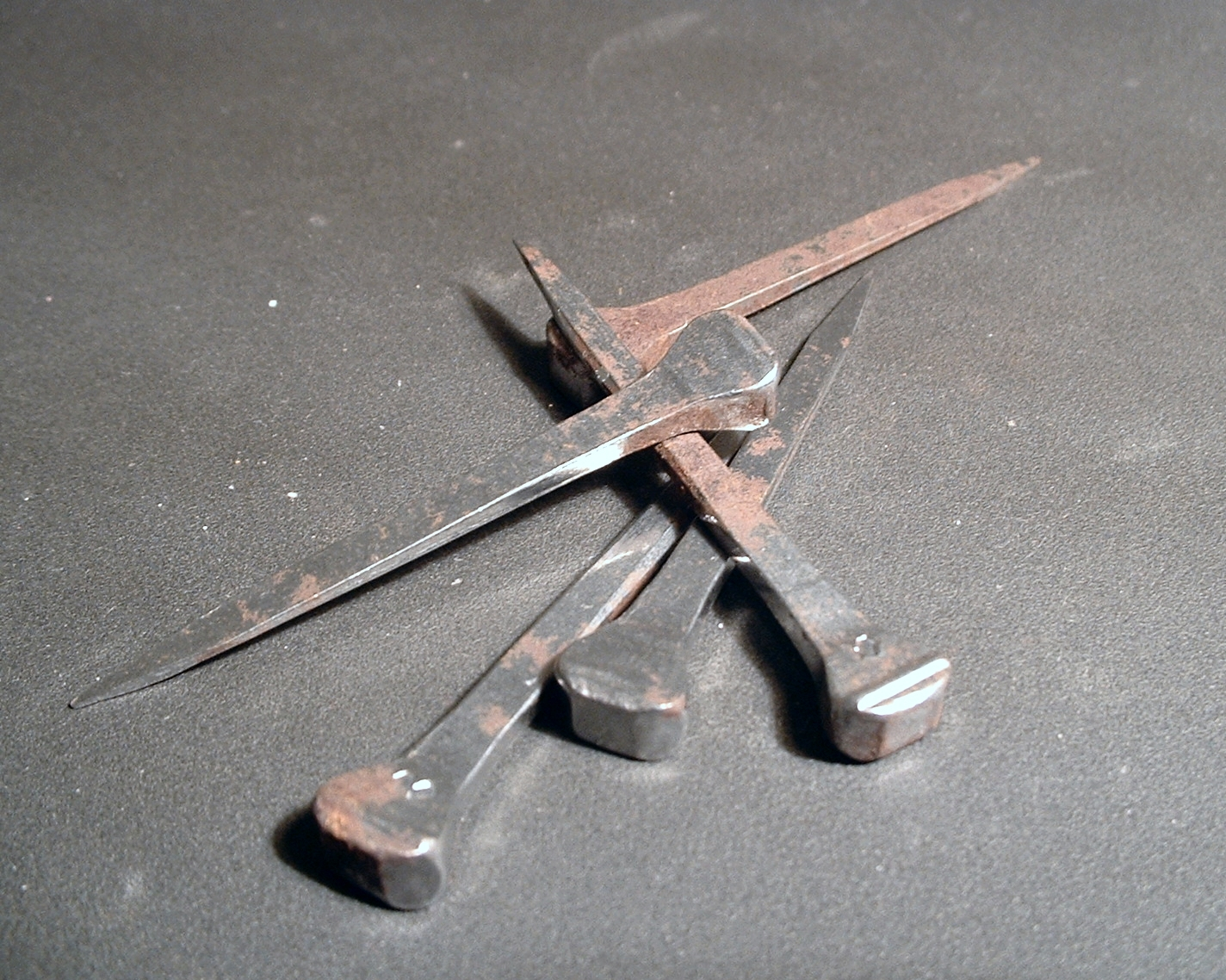
Цвяхи-вухналі

- Бретна́ль (пол. bretnal < нім. Brettnagel — «дошковий цвях») — 1) даховий цвях; 2) теж саме, що й костиль[7]
- Ґонта́ль (пол. gontal < сер.-в.-нім. gantnagel) — цвях для кріплення ґонту
- Дахна́ль (нім. Dachnagel — «даховий цвях») — цвях для покрівельних робіт.
- Латовець, латник — цвях для кріплення лат на кроквах.
- Ти́бель (пол. tybel, dybel < нім. Döbel, звідси також «дюбель») — дерев'яний цвях[8]
- Шина́ль (пол. szynal < нім. Schien(en)nagel — «шинний цвях») — цвях для кріплення шин до дерев'яних коліс.
- Шпень — цвях без головки[9][10]

### Сучасні

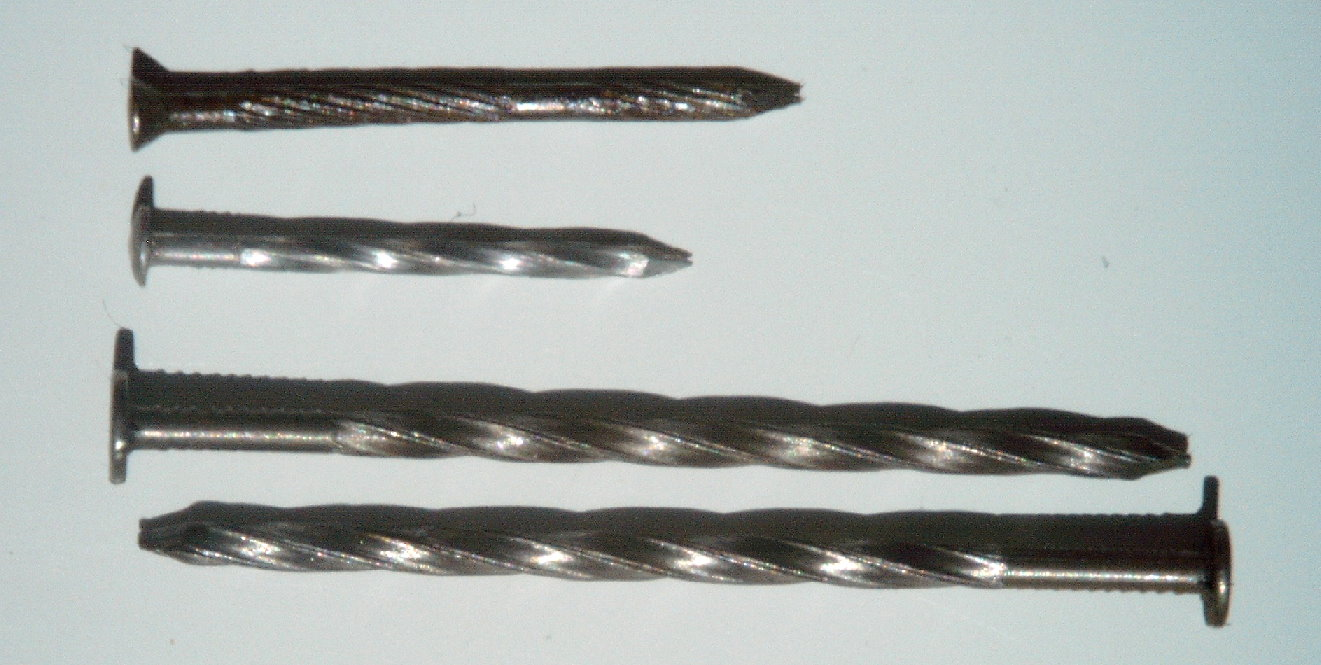
Гвинтові цвяхи

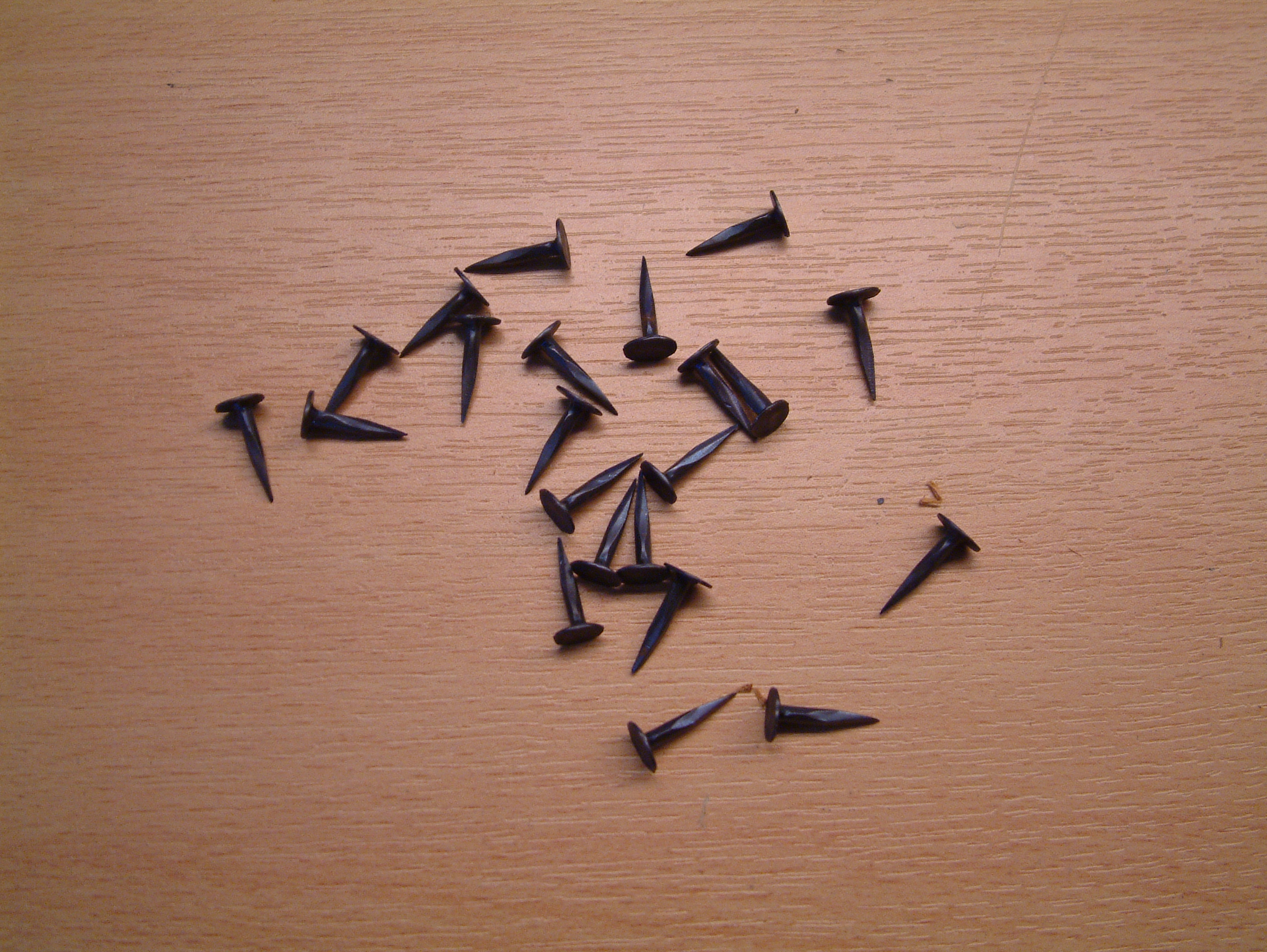
Оббивні цвяхи

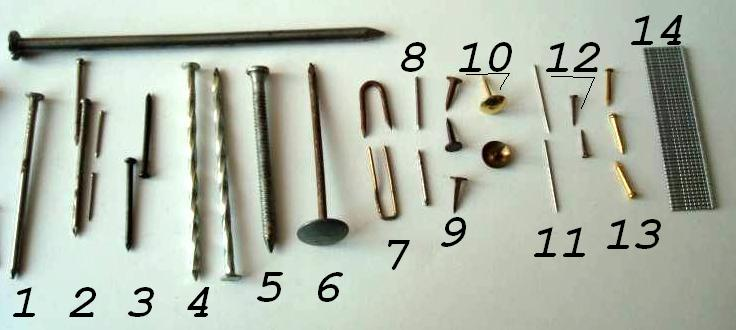
1 — теслярський, 2 — столярний, 3 — загартований, 4 — гвинтовий, 5 — гребінчастий, 6 — декоративний, 7 — шпилька, 8 — склярський, 9 — оббивний, 10 — оббивний з широкою головкою, 11 — цвях-голка, 12 — шевський малий, 13 — латунний, 14 — пластинчастий

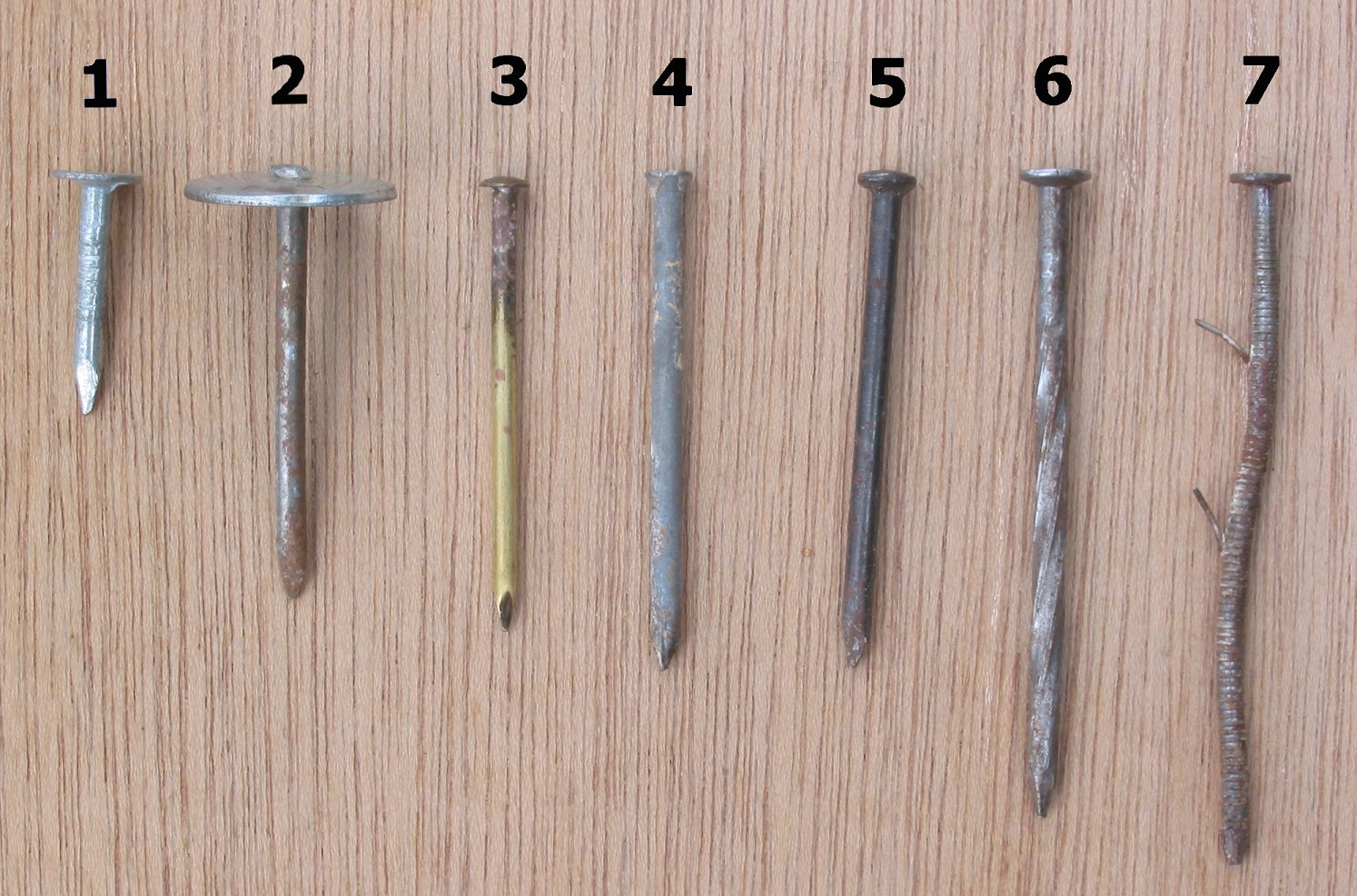
Види цвяхів: 1 — покрівельний, 2 — покрівельний з широкою головкою, 3 — латунний обробний, 4 — столярний, 5 — для бетону, 6 — гвинтовий, 7 — цвях-гарпун

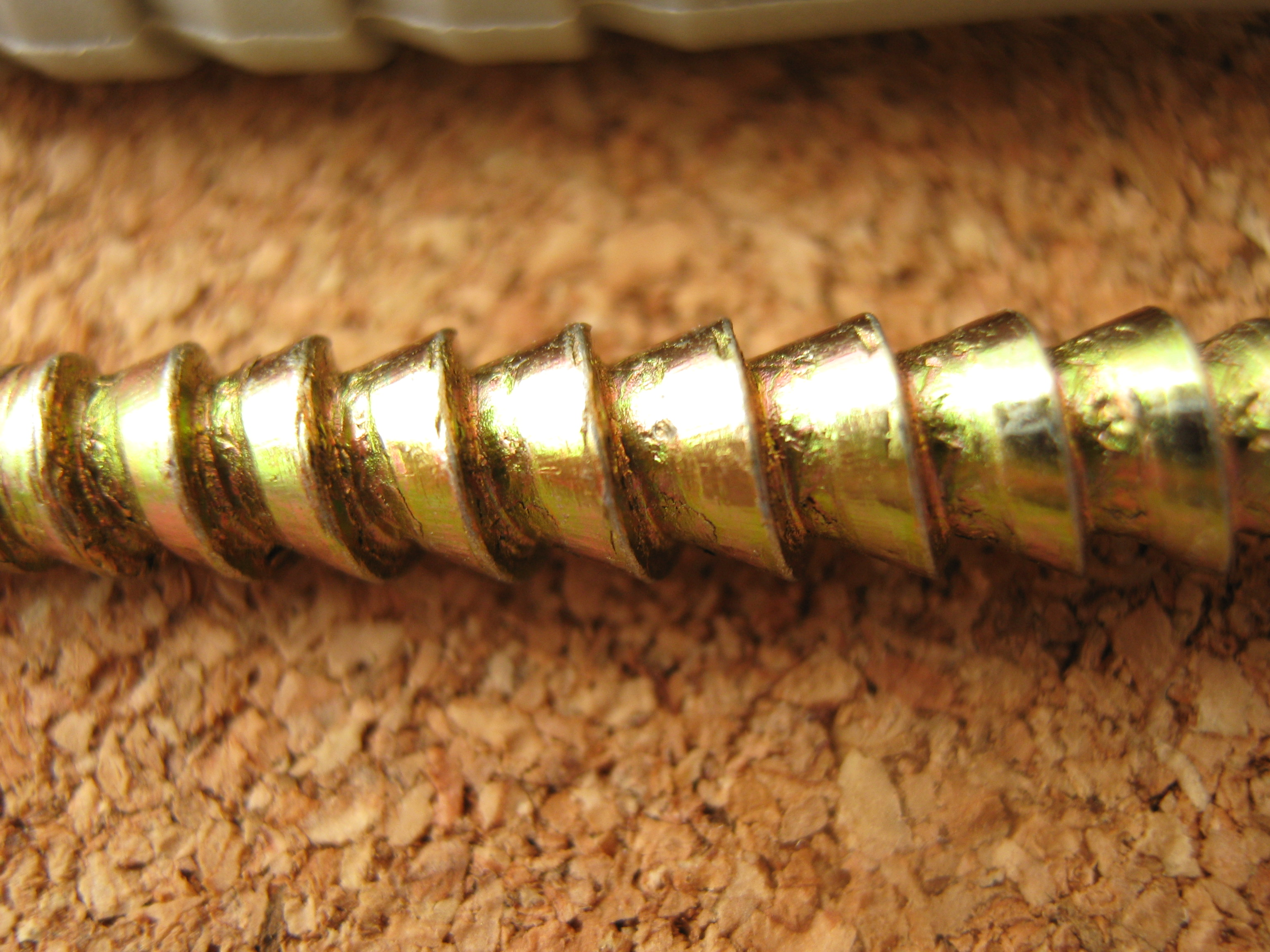
Різьба зайорженого цвяха

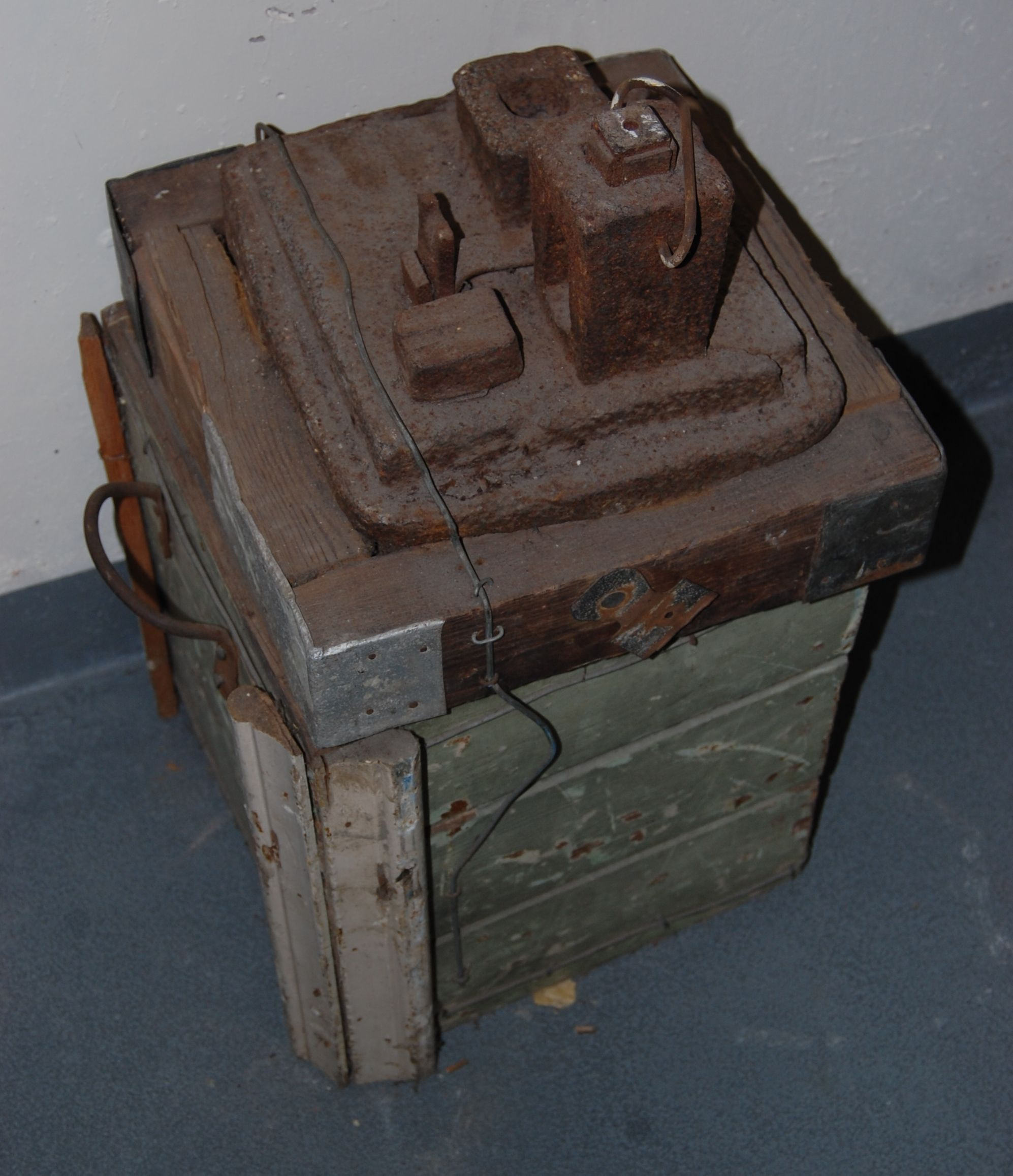
Верстат-ковадло для виготовляння цвяхів. Музей у Блек-Каунтрі

- Анкер-цвях (від нім. Anker — «якір») — цвях, споряджений металевою втулкою. Призначається для забивання у цегляні і бетонні стіни.
- Будівельний — цвях з конусоподібною головкою, трохи меншою від головки теслярського цвяха. Довжина — від 12 мм до 250 мм.
- Вухна́ль[ru], рідше ухна́ль (від пол. hufnal < нім. Hufnagel — «копитний цвях») — чотиригранний цвях для підкуття коней, кріплення підків, а також для прибиття підісків до осей[11].
- Теслярський — цвях з широкою, часто рифленою голівкою.
- Столярний — цвях з маленькою, циліндричною головкою. Для столярних робіт використовують також теслярські, замкові, оббивні та інші типи цвяхів.
- Дюкерт — короткий товстий цвях з маленькою голівкою. У середині головки знаходиться заглибина, яка полегшує втоплювання його добійником
- Гвинтовий — цвях з гвинтоподібною нарізкою. Його застосовують для кріплення гнучких, а також схильних до деформацій конструкцій (зовнішня обшивка, конструкція підлоги). За надійністю з'єднання перевищує у 4 рази звичайні цвяхи
- Гребінчастий — цвях з поперечними насічками-гребінками. Його використовують там, де потрібна значна міцність з'єднання, за якою він у 5 разів перевищує звичайний цвях.
- Костиль (бретналь) — довгий цвях у вигляді загостреного стрижня із загнутим кінцем, використовується переважно для кріплення рейок до шпал.
- На́гель — дерев'яний цвях.
- Оббивний цвях — маленький цвях з широкою головкою.
- Тинькарський (штукатурний) — цвях у вигляді стрижня із загнутим кінцем. Призначений для кріплення дранки під штукатурку.
- Загартований — цвях з гартованої сталі. Вживається для кріплення до цегляних мурів
- Склярський — цвях у вигляді маленького сталевого трикутника (рідше стрижня). Призначений для кріплення шибок
- Шпилька — цвях у вигляді дротяної петельки.
- Шевський (чоботарський) — цвях, вживаний у чоботарстві для кріплення підошов до чобіт.
- Декоративний — цвях з дуже широкою рифленою або нікельованою головкою.
- Замковий — короткий (не більш ніж 20 мм) цвях із закругленою головкою, призначений для кріплення замків у меблях.
- Цвях для гіпсокартону — цвях для кріплення гіпсокартонних листів.
- Покрівельний (даховий) — короткий цвях з широкою головкою, споряджений гвинтовою нарізкою.
- Довбальний — цвях з високоякісної сталі з широкою головкою, призначений для кріплення до цегляних і бетонних конструкцій.
- Цвях-гарпун — цвях із зазублинами, які підвищують міцність з'єднання.
- Цвях з подвійною голівкою — цвях з додатковою головкою. Призначений для кріплення рвучких матеріалів (плівки в теплицях). Додаткова головка уможливлює легко вийняти його без пошкодження матеріалу
- Зайоржений цвях — цвях у вигляді вставлених один в один конусів. Його використовують там, де потрібна велика міцність з'єднання

## У культурі
У Стародавньому Римі існував щорічний обряд «забивання цвяха» (лат. clavum figere), що проводився в храмі Юпітера. Сам вираз clavum figere («забити цвях») означав «запечатати, зафіксувати долю».